# Renate Mayntz
Renate Mayntz (Berlín, 28 d'abril de 1929) és una sociòloga alemanya. Va ser fundadora i directora de l'Institut Max Planck per a l'Estudi de Societats, del qual és ara directora emèrita.

## Biografia
Mayntz va estudiar als Estats Units, i en 1957 es va doctorar a la Universitat Lliure de Berlín. Va ensenyar en el Deutsche Hochschule für Verwaltungswissenschaften Speyer i a la Universitat de Colònia abans de fundar, en 1984, l'Institut Max Planck per a l'Estudi de Societats.
Les seves àrees de recerca inclouen la teoria social, sistemes socials, institucions polítiques, gestió pública, desenvolupament i implementació de polítiques públiques, desenvolupament de la ciència i la tecnologia, relacions entre ciència i política, estructures transnacionals i gobernança global.
Les seves teories es basen en la consideració de la interdependència de cada societat, integrada a partir de la unió de diverses estructures, que la fan funcionar de manera multifacètica, autoorganitzant-se a si mateixa de manera dinàmica i sovint incontrolable. Mayntz és reconeguda com una de les sociòlogues més importants del segle xx.
És directora emèrita de l'Institut Max Planck per a l'Estudi de Societats.

## Premis i reconeixements
- 1999 Premi Schader, el més reconegut a Alemanya per a una persona científica social.[6]
- 2004 Premi Bielefelder Wissenschaftspreis juntament amb Fritz W. Scharpf.[7]